# Rupéreux
Rupéreux – miejscowość i gmina we Francji, w regionie Île-de-France, w departamencie Sekwana i Marna.
Według danych na rok 1990 gminę zamieszkiwało 76 osób, a gęstość zaludnienia wynosiła 12 osób/km² (wśród 1287 gmin regionu Île-de-France Rupéreux plasuje się na 1064. miejscu pod względem liczby ludności, natomiast pod względem powierzchni na miejscu 591.).